# Peter Wesenauer
Peter Wesenauer (* 1966 in Bad Aussee) ist ein österreichischer Dirigent und Komponist.

## Leben
Peter Wesenauer studierte an der Universität Mozarteum Salzburg Dirigieren bei Michael Gielen und Komposition bei Boguslav Schäffer. Weitere Meisterkurse belegte er bei Luther Henderson, Ennio Morricone, Salvatore Mas Conte und Hans Graf.
Seit 1996 ist Peter Wesenauer als freischaffender Dirigent und Komponist tätig und erhielt im selben Jahr den Landeskulturpreis Oberösterreich für sein Musiktheater Schwarzes Gold. Seit dieser Zeit ist er regelmäßig als Gastdirigent bei zahlreichen renommierten Orchestern und Theatern im In- und Ausland tätig. Seit dem Jahr 2002 ist Peter Wesenauer Chefdirigent der Sinfonietta da Camera Salzburg, mit der er 2011 bei den Salzburger Festspielen debütierte. Im Jahr 2003 debütierte er im Großen Festspielhaus Salzburg und 2004 im Wiener Konzerthaus. Im Jahr 2007 wurde er als Dirigent des Europäischen Opernprojekts St. Kilda der BBC verpflichtet.
Zahlreiche Konzertreisen führten Peter Wesenauer nach Frankreich, Polen, Russland, Italien, Deutschland, Tschechien, die Arabischen Emirate, China und Japan.
Neben seiner Arbeit bei der Sinfonietta da Camera Salzburg und verschiedenen Gastdirigaten war Wesenauer von 2006 bis 2012 Musikdirektor des Salzkammergut Mozartfestivals. Seit 2012 ist er künstlerischer Leiter des Burghauser Kammerorchesters und seit 2013 des Festivals Hallstatt Classics.
Peter Wesenauer gewann u. a. den ersten Preis beim Kompositionswettbewerb des Vereins Prato-Ebensee mit Lamentation und den ersten Preis beim Kompositionswettbewerb der Arge Alp (Italien) mit Covent Garden.

## Werke
- Arabesque für Klavier – Solo für Klavier (1986)[3]
- Klavierstücke 1–23 – Solo für Klavier (1986–1987)[3]
- Drei kleine Stücke für Bläseroktett – für zwei Oboen, zwei Klarinetten, zwei Fagotte und zwei Hörner (1987)[3]
- Konzert für Klavier und Orchester – Solo für Klavier (1987)[3]
- Für einen toten Mohikaner – Duo für Flöte und Klavier (1988)[3]
- Die Verwandlung – Tondichtung nach Franz Kafkas gleichnamiger Geschichte (1989)[3]
- Carmen zwei Vögel geflogen – für Orchester (1990)[3]
- Fanfare Infernale – Bläsermusik für Orchester (1990)[3]
- Trauungsmesse – für Kammerorchester und Solostimmen Sopran und Alt (1991)[3]
- Der Struwelpeter – für Orchester und Solostimmen (1991)[3]
- Die große Wachtparade – militärisches Tongemälde für Orchester (1991)[3]
- Tantalus – Symphonische Dichtung für Orchester (1992)[3]
- Die Nacht steht um mein Haus – Quartett für Sopransaxophon, Altsaxophon, Tenorsaxophon und Basssaxophon (1992)[3]
- Suite für Blasorchester (1992)[3]
- Kastanienbaum – Duo für Tuba und Klavier (1993)[3]
- Halleiner Zeiserlspiel – Singspiel in 1 Akt für Orchester und Solostimme(n) (1993)[3]
- Il Naso argenteo – für Orchester und Solostimme Sopran (1993)[3]
- Die Verkündigung von St. Aghatha – Weihnachtliches Mysterienspiel (1993)[3]
- Spinne am Morgen, Unglück und Sorgen – Quintett für zwei Trompeten, Horn, Posaune und Tuba (1994)[3]
- Shining – Tondichtung für Orchester (1994)[3]
- König Murdas – Ouvertüre für Orchester (1994)[3]